# 让-皮埃尔·布朗夏尔
让-皮埃尔·布朗夏尔（法語：Jean-Pierre Blanchard，法語發音：[ʒɑ̃ pjɛʁ blɑ̃ʃaʁ]；1753年7月4日—1809年3月7日）是一位法國發明家，其最主要成就為氣球飛行探險。

## 外部連結
- WorldCat 聯合目錄中让-皮埃尔·布朗夏尔的著作或與之相關的著作
- Journal of Jean-Pierre Blanchard's forty-fifth ascension, being the first performed in America, on January 9, 1793 (1918)